# Grăniceri
Grăniceri (Hongaars: Ottlaka) is een Roemeense gemeente in het district Arad.
De gemeente Grăniceri telt 2540 inwoners. Ze bestaat uit de dorpen Grăniceri - Ottlaka en Şiclău - Sikló.
In 2011 verklaarden 16 van de 2254 inwoners te behoren tot de Hongaarse minderheid.
In 1900 waren er 646 Hongaren op een bevolking van 7617 personen.
Sinds 2013 wordt met steun van de Europese Unie gewerkt aan het herstellen van een wegverbinding met buurdorp Elek aan de Hongaarse zijde van de staatsgrens. Bij afwerking - die in 2020 nog niet was gerealiseerd - zou er na 100 jaar weer een verbinding tussen beide dorpen zijn.